# Carteira de Serviços da Atenção Primária à Saúde
A Carteira de Serviços da Atenção Primária à Saúde (CaSAPS) é um documento publicado pelo Ministério da Saúde do Brasil, em 2019. Ele contém a relação das ações e serviços que devem ser ofertadas pela rede de atenção primária (APS) do Sistema Único de Saúde (SUS). A Secretaria de Atenção Primária à Saúde realiza revisões regulares do texto.
A elaboração deste documento era uma orientação da Política Nacional de Atenção Básica (2017), a fim de garantir padrões essenciais, procedimentos básicos relacionados aos principais problemas de saúde da população brasileira, e a ampliação do acesso e da resolutividade da APS.
Este documento cumpre o papel de orientar profissionais e gestores e, também, de informar os cidadãos brasileiros sobre o funcionamento da APS. Desta maneira, foi disponibilizada uma versão completa, para profissionais, contendo as listas completas de serviços e insumos, e uma versão para a população geral, que adota uma linguagem mais acessível.